# Vittorio Gallinari
Vittorio Gallinari (Sant'Angelo Lodigiano, 22 ottobre 1958) è un ex cestista italiano.

## Biografia
È padre e procuratore di Danilo, anch'egli cestista

## Carriera
Specialista difensivo, gran parte della sua carriera si è sviluppata con la canotta dell'Olimpia Milano, dove è stato uno dei protagonisti della conquista di molti trofei nell'era Peterson, tra cui il grande slam del 1987 quando i milanesi conquistarono Coppa dei Campioni, scudetto e Coppa Italia. Gli scudetti vinti saranno in totale quattro. All'Olimpia Milano resta fino al 1987, finché si trasferisce una stagione alla Pallacanestro Pavia in Serie A2 ed in seguito alla Virtus Bologna, contribuendo ad arricchire il palmarès suo e della squadra felsinea.
Negli anni novanta gioca per una stagione alla Glaxo Verona. Quindi passa alla Libertas Pallacanestro Livorno, club che però fallisce due anni più tardi: il suo cartellino, ancora legato alla società toscana, rimane bloccato per un anno. Terminato questo periodo conclude la carriera agonistica vicino a casa, a Casalpusterlengo nei campionati minori.

## Palmarès
- Coppa Korać: 1

Olimpia Milano: 1984-85
- Coppa dei Campioni: 1

Olimpia Milano: 1986-87
- Campionato italiano: 4

Olimpia Milano: 1981-82, 1984-85, 1985-86, 1986-87
- Coppa Italia: 4

Olimpia Milano: 1986, 1986-87
Virtus Bologna: 1989, 1990
- Coppa delle Coppe: 2

Olimpia Milano: 1975-76
Virtus Bologna: 1989-90